# Hackpfüffel
Hackpfüffel is een plaats en voormalige gemeente in de Duitse deelstaat Saksen-Anhalt, en maakt deel uit van de Landkreis Mansfeld-Südharz.
Hackpfüffel telt 259 inwoners.